# Saint-Quentin-les-Anges
Saint-Quentin-les-Anges és un municipi francès situat al departament de Mayenne i a la regió de País del Loira. L'any 2007 tenia 398 habitants.

## Demografia

### Població
El 2007 la població de fet de Saint-Quentin-les-Anges era de 398 persones. Hi havia 152 famílies de les quals 40 eren unipersonals (24 homes vivint sols i 16 dones vivint soles), 44 parelles sense fills, 64 parelles amb fills i 4 famílies monoparentals amb fills.
La població ha evolucionat segons el següent gràfic:
Habitants censats

### Habitatges
El 2007 hi havia 184 habitatges, 155 eren l'habitatge principal de la família, 7 eren segones residències i 22 estaven desocupats. 182 eren cases i 2 eren apartaments. Dels 155 habitatges principals, 126 estaven ocupats pels seus propietaris, 28 estaven llogats i ocupats pels llogaters i 1 estava cedit a títol gratuït; 4 tenien dues cambres, 27 en tenien tres, 38 en tenien quatre i 86 en tenien cinc o més. 121 habitatges disposaven pel capbaix d'una plaça de pàrquing. A 66 habitatges hi havia un automòbil i a 82 n'hi havia dos o més.

### Piràmide de població
La piràmide de població per edats i sexe el 2009 era:
| Homes | Edats   | Dones |
| ----- | ------- | ----- |
| 0     | 95 o +  | 0     |
| 0     | 90 a 94 | 0     |
| 0     | 85 a 89 | 0     |
| 0     | 80 a 84 | 4     |
| 20    | 75 a 79 | 8     |
| 8     | 70 a 74 | 16    |
| 8     | 65 a 69 | 4     |
| 16    | 60 a 64 | 4     |
| 0     | 55 a 59 | 4     |
| 24    | 50 a 54 | 8     |
| 12    | 45 a 49 | 28    |
| 16    | 40 a 44 | 4     |
| 8     | 35 a 39 | 4     |
| 12    | 30 a 34 | 8     |
| 20    | 25 a 29 | 16    |
| 16    | 20 a 24 | 12    |
| 16    | 15 a 19 | 20    |
| 8     | 10 a 14 | 0     |
| 4     | 5 a 9   | 4     |
| 8     | 0 a 4   | 12    |

## Economia
El 2007 la població en edat de treballar era de 250 persones, 194 eren actives i 56 eren inactives. De les 194 persones actives 181 estaven ocupades (99 homes i 82 dones) i 13 estaven aturades (5 homes i 8 dones). De les 56 persones inactives 24 estaven jubilades, 18 estaven estudiant i 14 estaven classificades com a «altres inactius».

### Ingressos
El 2009 a Saint-Quentin-les-Anges hi havia 165 unitats fiscals que integraven 421 persones, la mediana anual d'ingressos fiscals per persona era de 14.802 €.

### Activitats econòmiques
Dels 10 establiments que hi havia el 2007, 1 era d'una empresa de construcció, 4 d'empreses de comerç i reparació d'automòbils, 1 d'una empresa de transport, 1 d'una empresa d'hostatgeria i restauració, 1 d'una empresa immobiliària i 2 d'empreses de serveis.
Dels 3 establiments de servei als particulars que hi havia el 2009, 1 era un taller de reparació d'automòbils i de material agrícola, 1 fusteria i 1 restaurant.
L'any 2000 a Saint-Quentin-les-Anges hi havia 42 explotacions agrícoles que ocupaven un total de 1.710 hectàrees.

## Equipaments sanitaris i escolars
El 2009 hi havia una escola elemental.

## Poblacions més properes
El següent diagrama mostra les poblacions més properes.